# Mount Percy
Mount Percy är ett berg i Antarktis. Det ligger i Västantarktis. Argentina, Chile och Storbritannien gör anspråk på området. Toppen på Mount Percy är 765 meter över havet, eller 242 meter över den omgivande terrängen. Bredden vid basen är 9,0 km.
Terrängen runt Mount Percy är huvudsakligen kuperad. Mount Percy ligger uppe på en höjd som går i öst-västlig riktning. Trakten är obefolkad. Det finns inga samhällen i närheten.